# Facultad de Ciencia Política y Relaciones Internacionales (UNR)
La Facultad de Ciencia Política y Relaciones Internacionales pertenece a la Universidad Nacional de Rosario. Se encuentra en el Centro Universitario de Rosario (CUR), conocido en la región como "La Siberia" o simplemente Siberia, debido a su localización apartada de la zona centro de la ciudad de Rosario, en Argentina.

## Historia
La Facultad de Ciencias Políticas y Relaciones Internacionales es una casa de estudios dependiente de la Universidad Nacional de Rosario de Argentina. Con una vasta trayectoria académica, sus comienzos como Escuela Superior se ubican en 1919, siendo pionera en Latinoamérica en estudios relacionados con las Relaciones Internacionales y a la Ciencia Política.
En sus primeros años, funcionó con dependencias en la Facultad de Derecho de la UNR bajo la denominación de Ciencia Diplomática y Jurídica, hasta que en 1989 adquirió su edificio propio en el Centro Universitario Rosario (CUR), conocido popularmente como "La Siberia". Existen actualmente tres universidades públicas en Argentina en las que se dicta la carrera de Relaciones Internacionales, y la UNR es una de ellas. Además todas sus carreras presentan un alto grado de formación académica con reconocidos profesores e investigadores a nivel nacional e internacional, que incrementan su prestigio.

## Oferta Académica
Actualmente, la oferta académica de la Facultad está compuesta por cuatro carreras de grado: Licenciatura en Ciencia Política, Licenciatura en Comunicación Social, Licenciatura en Relaciones Internacionales, Licenciatura en Turismo y Licenciatura en Trabajo Social. Pero además se desarrollan carreras de Posgrado: Doctorados, Maestrías y Especializaciones, y carreras de Postítulo.

### Carreras de grado
- Licenciatura en Ciencia Política
- Licenciatura en Relaciones Internacionales
- Licenciatura en Trabajo Social
- Licenciatura en Turismo
- Licenciatura en Comunicación Social
- Tecnicatura en Relaciones de trabajo
- Profesorado en Comunicación Educativa

### Carreras de Posgrado
- Doctorado en Ciencia Política
- Doctorado en Relaciones Internacionales
- Doctorado en Trabajo Social
- Doctorado en Comunicación Social

- Maestría en Comunicación Digital Interactiva
- Maestría en Comunicación Estratégica
- Maestría en Estudios Políticos
- Maestría en Gestión Pública

- Especialización en Comunicación Ambiental
- Especialización en Comunicación Digital Interactiva
- Especialización en Comunicación Política
- Especialización en Gestión Estratégica de Organizaciones Públicas
- Especialización en Planificación y Gestión Social

### Postítulos
- en Comunicación Audiovisual
- en Periodismo y Comunicación
- en Gestión de Negocios Internacionales

## Secretaría de Extensión y Vinculación
Se ocupa de la vinculación y articulación de la Universidad Nacional de Rosario con el sector público y privado con el objetivo de integrar a la sociedad con la Facultad. Esta relación se concreta a través de acuerdos y convenios que materializan actividades de cooperación, capacitación, voluntariado, proyectos sociales y pasantías.

### Historia de la Extensión
Desde la Secretaría de Extensión de la UNR, siguiendo las bases de la Reforma Universitaria de 1918, la extensión se le atribuye el intercambio de saberes que permite la construcción de conocimiento con otros ciudadanos de la esfera pública y privada. De esta forma, a partir de diversas problemáticas que existen en la población, la articulación entre los actores, impulsa prácticas que fomentan la integración de la sociedad. El objetivo de la extensión se concibe como proceso educativo, social y científico que se articula con la docencia y la investigación. Ese vínculo multidisciplinario permite una relación transformadora y crítica del contexto social.
Autoridades 2023 - 2027 
Decana:
Lic. Cintia Pinillos
Vicedecana:
Mg. Sabrina Benedetto
Secretaria Académica:
Mg. Julieta Cortés
Subsecretaria Académica:
Lic. Cecilia Rubio
Secretaria de Planificación y Gestión Institucional:
Mg. Lucila Dattilo
Secretaria de Comunicación y Gestión de Medios:
Esp. María I. Carreras
Secretario Estudiantil:
Lic. Juan Luis de Zan
Subsecretaria Estudiantil:
Lic. Alfonsina Sol Villarreal
Secretaria de Extensión y Vinculación:
Lic. Viviana Marchetti
Secretaria de Investigación y Posgrado:
Dra. Sandra Ripoll
Subsecretaria de Investigación y Posgrado:
Mg. Eugenia Garma
Secretaria de Género y Sexualidades:
Lic. Mariángeles Camusso
Secretaria Financiera:
Mg. Vanesa Castello
Subsecretaria Financiera:
CP. Natalia Giacomozzi
Secretario de Relaciones Institucionales:
Lic. Andrés Ruescas
Directora General de Administración
Laura Cardone

## Actividades Destacadas
Congreso de la Democracia 

## Otros espacios pertenecientes a la Facultad
- Cátedra del Agua